# Быковский, Михаил Доримедонтович
Михаи́л Доримедо́нтович (Дормедонтович) Быко́вский (29 октября (10 ноября) 1801, Москва — 9 (21) ноября 1885, там же) — русский архитектор, один из идеологов и первых мастеров московской эклектики, реставратор и общественный деятель; отец архитектора Константина Быковского и исторического живописца Николая Быковского. Автор усадьбы Марфино, Ивановского монастыря, собора Спасо-Бородинского монастыря и других памятников. Академик (с 1831) и почётный вольный общник (с 1862) Императорской Академии художеств; инициатор учреждения и первый председатель Московского архитектурного общества (с 1867), также участвовал в организации московских Училища живописи, ваяния и зодчества и Художественного общества. Действительный статский советник (1858).

## Биография

### Молодые годы
Родился в Москве на Плющихе. Сын обрусевшего поляка Дормидонта Быковского (Dormidont Bykowski) — столяра и резчика по дереву — мастера по иконостасам. Как указывал в своих записках М. Д. Быковский:
Я родился <…> в воскресенье 29 октября 1801 года (как мне сказывала мать) на Плющихе в доме бывшем медника Григорьева
 Однако в книге «Родословная книга дворянства Московской губернии» (М., 1914) со ссылкой на Некролог указана дата рождения 29 декабря 1801 года.
С детства научился чертить профили и планы иконостасов. Получил хорошее по тем временам домашнее образование, с 1816 года — в учениках у Доменико Жилярди. В 1817—1823 годах — помощник Жилярди на постройках в Кузьминках, Останкине, Гребневе. С помощью Жилярди в 1820-е годы приобрёл собственный круг частных заказчиков (Орловы, Орловы-Давыдовы, Панины; после пожара 1812 года грамотных строителей не хватало). После смерти отца в 1824 году, чтобы поддержать семью, продолжил отцовское ремесло. Параллельно Быковский выполнял на заказ портреты карандашом. В 1829 году по представлению Жилярди Императорская академия художеств заочно зачислила Быковского в соискатели звания академика (в те времена — начальный ранг квалифицированных архитекторов); академиком он стал в 1831 году, защитив конкурсный проект здания карантина и получив право на стажировку в Европе и гражданскую службу, в которую он вступил 15 мая 1833 года (чиновником особых поручений московского генерал-губернатора Д. В. Голицына и преподавателем Московском дворцовом архитектурном училище) и уже в 1834 году был награждён бриллиантовым перстнем; «Д. В. Голицын задумал соорудить грандиозное здание базара с театром в роде Пале-Рояля» и проект этого здания М. Д. Быковский «лично объяснял императору Николаю I в его кабинете в Петербурге и получил одобрение». В 1836—1842 годах М. Д. Быковский возглавлял Московское дворцовое архитектурное училище. В 1838 году он отправился в заграничное путешествие; был в Берлине у Шинкеля, посетил Италию, Францию.

### Городской архитектор

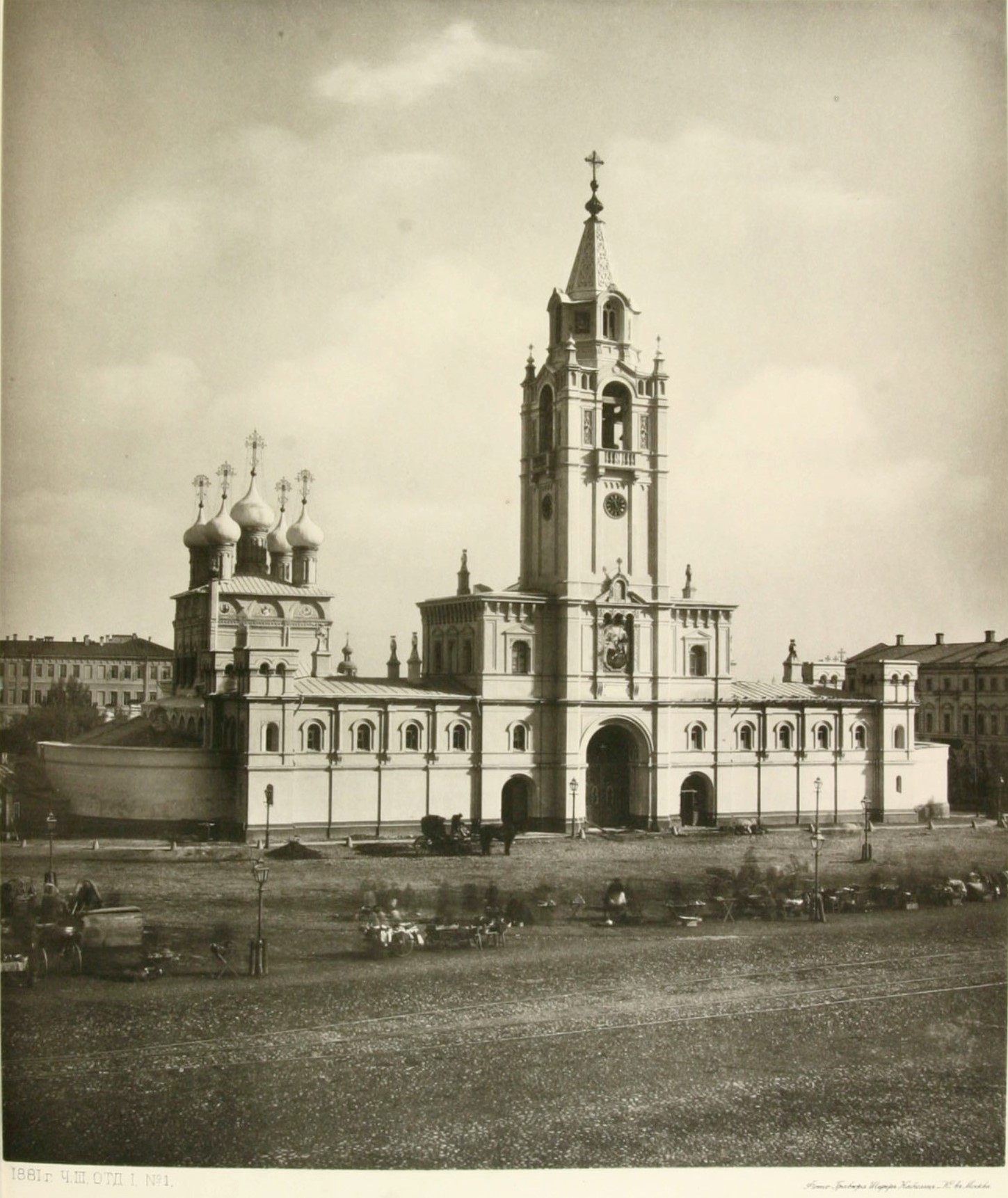
Надвратная церковь Страстного монастыря

Вернувшись в Москву, Быковский занял должность архитектора Приказа общественного призрения, ответственного за больницы, богадельни, аптеки и приюты Москвы; в 1847 году он стал также архитектором Воспитательного дома. Долгое время помощником Быковского работал архитектор В. В. Белокрыльцев. Среди гражданских построек М. Д. Быковского 1830-х — 1840-х годов — знаменитый в будущем дом на Шаболовке, 37, бывший Варваринский сиротский приют. Быковский расширил построенный Жилярди и А. Г. Григорьевым Опекунский совет на Солянке, выстроил несохранившиеся Горихвостовскую богадельню на Калужской площади, Московскую биржу и многие другие здания. Особо была отмечена его работа по благоустройству Воспитательного дома в 1850-х годах. В 1839—1849 годах, параллельно с частными и казёнными проектами, Быковский отреставрировал Чудов и Вознесенский монастыри Московского Кремля, уничтоженные в 1930-е годах. В 1867 году основал Московское архитектурное общество, председателем которого был избран. Воспитал плеяду архитекторов: Вивьена Старшего, Борникова, Авдеева, Горского, Гвоздёва, Лопыревского и многих других.

### Идеолог историзма

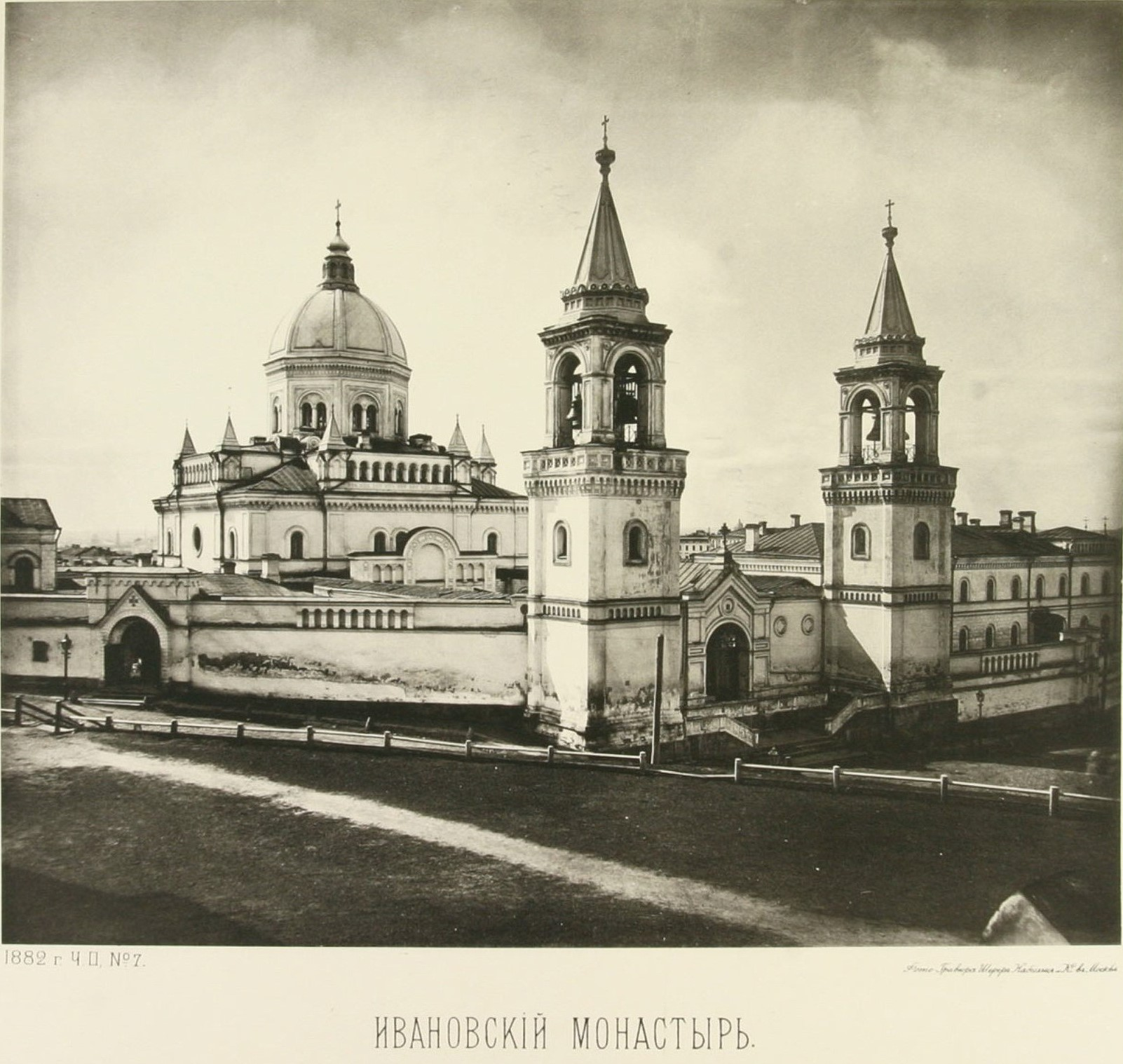
Ивановский монастырь

В 1834 году М. Д. Быковский выступил с кафедры архитектурного училища с программной речью «О неосновательности мнения, что архитектура Греческая или Греко-Римская может быть всеобщею и что красота архитектуры основывается на пяти известных чиноположениях» (то есть ордерах классической архитектуры). Взамен приевшегося за годы александровского правления ампира, Быковский предложил строить архитектуру национальную, русскую, ибо «Христианин и язычник, Грек и Скиф не могли иметь одинаковое понятие о вещах». Речь Быковского совпала по времени с призывами Н. В. Гоголя («была архитектура необыкновенная, христианская, национальная для всей Европы — и мы её оставили, забыли, как будто чужую») и деятельностью К. А. Тона, однако его собственная архитектура существенно отличалась от проектов Тона. Если искусство Тона — цельная идеология славянофильства, то Быковский, «обладая широтой художественных взглядов, стремился к выразительности зодчества, интерпретируя западноевропейскую архитектуру предшествующих периодов, и считал главным — соответствие архитектуры назначению сооружений». Быковский «не мог сочувствовать многоярусным иконостасам и познакомил Ю. Д. Филимонова, который давал уроки старшему его сыну, с появившемся тогда исследованием Ленуара о древней форме иконостасов, что послужило точкой отправления в исследовании Филимонова».
В гражданской архитектуре, крупнейшая постройка М. Д. Быковского — готический ансамбль усадьбы Марфино, работа над главным домом которого была завершена только в 1846 году. Кроме этого, в 1850-х годах он выполнил внутреннюю отделку дома графа Шереметьева, а к коронации Александра II отреставрировал Останкинский дворец.
С 1843 года Быковский, одновременно завершая Марфино и продолжая работу на городские службы, работал для московских и подмосковных монастырей. В течение одного десятилетия он выполнил заказы шести московских монастырей (Алексеевского, Зачатьевского, Ивановского, Никитского, Покровского и Страстного). Надвратная церковь Страстного монастыря в течение восьмидесяти лет определяла облик Страстной (Пушкинской) площади и Тверской улицы. Церковь Алексеевского монастыря близка к тоновским проектам, но однокупольные храмы Ивановского и Зачатьевского монастыря и церкви Троицы на Грязех, которые были выполнены после второй заграничной поездки Быковского в конце 1850-х годов, представляют собой совершенно уже иную ветвь русского историзма, не порывающего окончательно с классическими корнями и готикой конца XVIII — начала XIX века. К этому же времени относится отделка домовой церкви в доме Шипова.
Умер в 1885 году. Похоронен на Ваганьковском кладбище (27 уч.).

## Сохранившиеся постройки
- Усадьба Марфино (1837—1846)

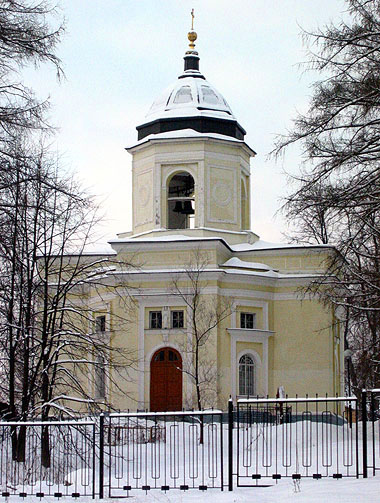
Петропавловская церковь в Марфино

- Оранжереи и павильоны усадьбы Семёновское-Отрада (1848)
- Собор Владимирской иконы Божией Матери Спасо-Бородинского женского монастыря, Бородинское поле (1851—1859)
- Колокольня и иконостас Никольской церкви в Никольское-Урюпино (1840-е гг.)
- Варваринский сиротский приют, Шаболовка, 37 (1849—1855, перестроен в начале XX века)
- Ограда с башнями Армянского Ваганьковского кладбища (1850-е гг.)
- Церковь Покрова Пресвятой Богородицы, с. Головково, Московская обл. (1852—1864)
- Церковь Алексия, человека Божия, в Ново-Алексеевском монастыре, Верхняя Красносельская улица, 15a (1853)[11]
- Церковь Александра Невского в Вонлярово (1853)
- Церковь Воскресения Словущего в Покровском монастыре (расширение здания 1792 года постройки, 1854—1855)
- Храм Троицы Живоначальной на Грязех у Покровских ворот, улица Покровка, 13. От большой однокупольной церкви сохранился только уличный фасад с портиком (1856—1861)
- Ивановский монастырь, с собором усекновения главы Иоанна Предтечи (1860—1879)[12]
- Храм иконы Божией Матери «Знамение» в Ховрине, Фестивальная улица, 77 (1866—1870)[13]

## Утраченные постройки

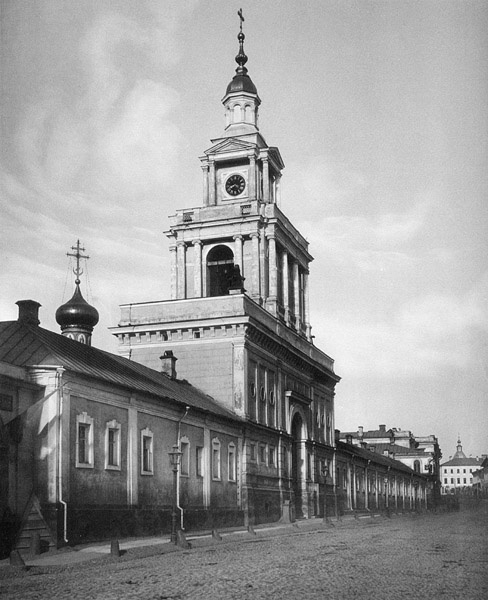
Колокольня Никитского монастыря. 1882

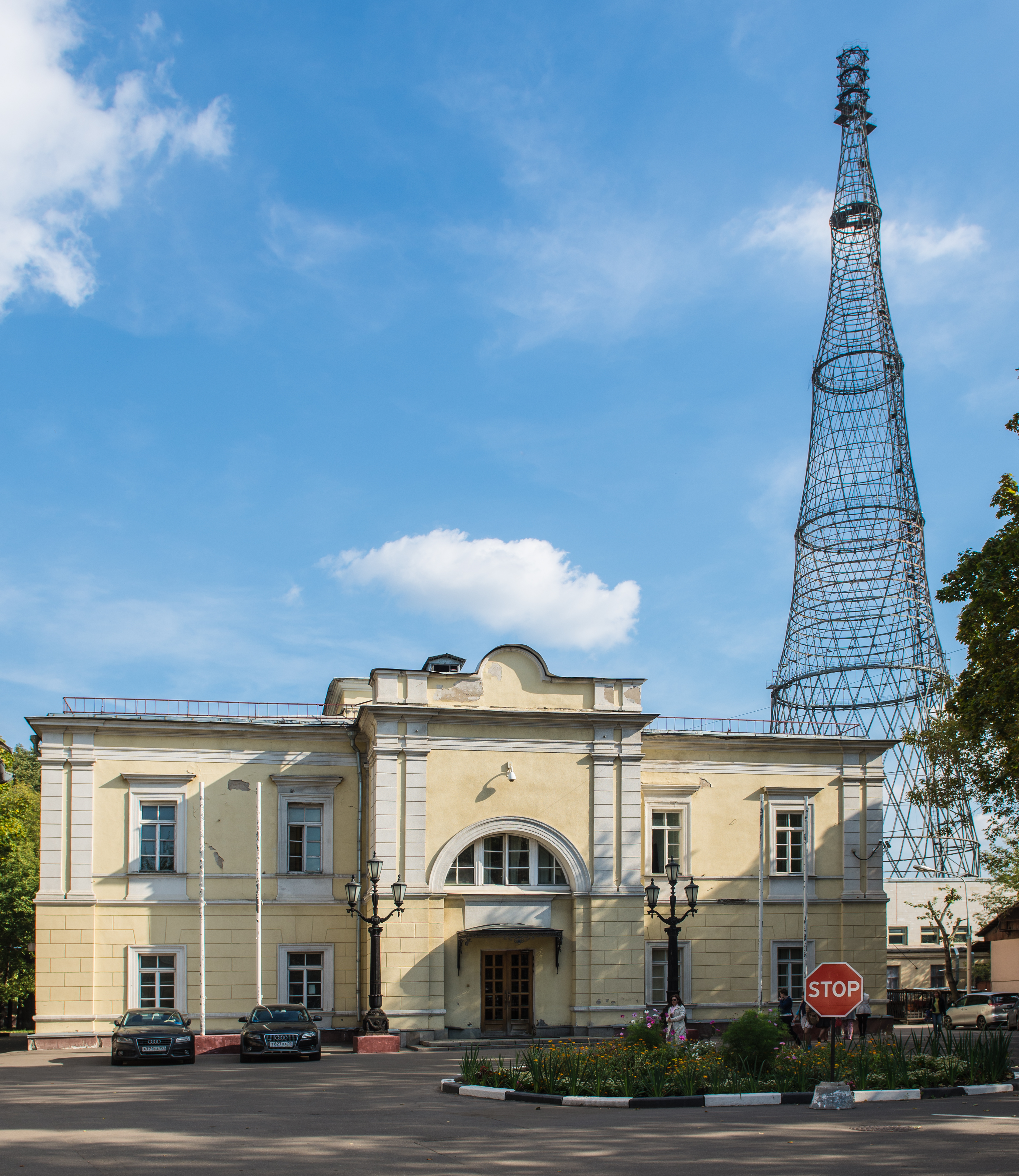
Здание бывшего Варваринского сиротского приюта с церковью великомученицы Варвары

- 1836—1839 — Московская биржа (полностью перестроено в 1860-е гг. А. С. Каминским)
- 1839 — Горихвостовская богадельня и церковь Живоначальной Троицы в здании Мещанских училищ (современный Ленинский проспект, 6)
- строения в усадьбе Студенец
- здание Земледельческой школы (Земледельческий переулок)
- дом Фонвизина
- 1842 — Голицынская галерея (торговый пассаж), Неглинная улица
- дом Рахманова
- 1842 — реконструкция Дома Неклюдовой для нужд детской больницы (позже — Филатовской). Здание снесено в 2017 году, несмотря на многолетнюю борьбу жителей Малой Бронной за его сохранение.
- 1849 — часовня Воспитательного дома[14]
- 1850 — церковь Сошествия Святого Духа в Зачатьевском монастыре
- 1849—1855 — надвратная церковь Алексия, человека Божия, в Страстном монастыре (снесена в 1937)
- дом Вонлярлярских (Санкт-Петербург, Английская набережная, 36)
- 1858—1863 — церковь Никиты Мученика, Новокузнецкая улица (снесена в 1936 году)
- 1861—1868 — церковь Воскресения Словущего в Никитском монастыре (снесена в 1933)
- 1870-е — часовня на могиле Е. В. Молчанова в Андрониковом монастыре

## Награды
- орден Св. Станислава 4-й ст. (1836)[2]
- орден Св. Анны 2-й ст. с императорской короной (1851)
- орден Св. Владимира 3-й ст. (1856)
- орден Св. Станислава 1-й ст. (1861)

С 25 октября 1858 года М. Д. Быковский состоял в чине действительного статского советника.

## Семья
Жена, с 1832 года — Эмилия Львовна Минелли. Свадьба состоялась после смерти в 1831 году её брата Константина, с которым Быковский учился у Жилярди. Скончалась она в 1841 году при родах второго сына. На её могиле по проекту Быковского была поставлена часовня. В память о жене он также отделал в готическом стиле придел Св. Эмилии в католическом храме Св. Петра и Павла и в это же время он получил заказ на здание, которое должно было стать достойным памяти любимой жены.
Дети:
- Николай Михайлович Быковский (24.11.1834—1917) — художник, академик живописи;
- Лидия Михайловна Быковская (29.5.1837—?)
- Константин Михайлович Быковский (3.4.1841—3.10.1906) — архитектор, реставратор, преподаватель и общественный деятель.